# Niklas Wetzel
Niklas Herbert Wetzel (* 1996 in Burgstädt) ist ein deutscher Schauspieler.

## Leben
Der in Burgstädt geborene Niklas Wetzel wuchs in der Wetzelmühle Niederfrohna auf. Von 2010 bis 2016 war er Mitglied des Theaterjugendclubs „KarateMilchTiger“ am Theater Chemnitz. Dort spielte er 2013 die Hauptrolle in Simon Stephens Reiher (Herons) (Regie: Yves Hinrichs). Diese Inszenierung wurde mit dem Brüder-Grimm-Preis des Landes Berlin ausgezeichnet. Wetzel studierte bis 2019 Schauspiel an der Otto-Falckenberg-Schule in München. Während seines Studiums wirkte er in Wartesaal nach dem Roman Exil von Lion Feuchtwanger (Regie: Stefan Pucher) in den Münchner Kammerspielen und in Peter Verhelsts Die Bakchen – lasst uns tanzen (Regie: Wim Vandekeybus) am Residenztheater München mit.
Sein erstes festes Engagement führte Wetzel ab der Spielzeit 2019/20 an das Deutsche Theater Berlin. Dort spielte er u. a. 2019 in Zu der Zeit der Königinmutter von Fiston Mwanza Mujila (Regie: Charlotte Sprenger), 2020 in jedermann (stirbt) von Ferdinand Schmalz (Regie: Data Tavadze) und 2021 in Der Idiot nach Fjodor Dostojewski (Regie: Sebastian Hartmann). Außerdem spielte er in Inszenierungen von Regisseuren wie Andreas Kriegenburg, Jorinde Dröse, Robert Lehniger und Bastian Kraft.
Neben seiner Tätigkeit auf der Bühne steht Wetzel auch vor der Kamera. So spielte er Nebenrollen in den Fernsehserien SOKO Leipzig und Herr und Frau Bulle.
Wetzel lebt in Berlin.